# Димче Протугер
Димче Протугер (на македонска литературна норма: Димче Протуѓер) е виден югославски художник, живописец, резбар и график.
Той е сред основоположниците на живописта в Социалистическа република Македония след Втората световна война.

## Биография
Роден е в семейството на Панде Протогеров на 24 октомври 1920 година в Охрид, Кралство на сърби, хървати и словенци. Протугер е след основателите на художствената група „Денес“. Рисува пейзажи, натюрморти, прави илюстрации за книги и се занимава с дърворезба. Директор е на резбарското училище в Охрид.
Умира в Скопие на 30 март 1995 година.